# Pijawki szczękowe
Pijawki szczękowe (Hirudiniformes) – grupa bezryjkowych pijawek wyposażonych w szczęki, tradycyjnie klasyfikowana w randze rzędu Gnathobdellida, a obecnie, w wyniku rewizji taksonomicznych, zaliczana do rzędu Arhynchobdellida. Są to w większości krwiopijne gatunki pasożytujące na kręgowcach.

## Cechy charakterystyczne[4]
Pijawki szczękowe mogą być ektopasożytami okresowymi, stałymi  lub drapieżnikami. Ich gardziel ma trzy podłużne nabrzmienia i u większości gatunków jest zaopatrzona w szczęki. Krew ma barwę czerwoną i wypełnia kanały oraz zatoki wtórnej jamy ciała. Nie występuje odrębny układ krwionośny.

## Systematyka
Wśród pijawek szczękowych wyróżniane są rodziny:
- Cylicobdellidae
- Haemadipsidae
- Haemopidae
- Hirudinidae – pijawkowate
- Semiscolecidae
- Xerobdellidae